# Julian Brown
Julian Brown (ur. 4 grudnia 1943 w Alice Town) – bahamski lekkoatleta.
W 1960 roku uczył się w St. John’s College w Nassau. Był na liście startowej w biegu na 800 m podczas Letnich Igrzysk Olimpijskich 1960 – ostatecznie nie wystartował z powodu choroby. 
W 1961 roku jako pierwszy Bahamczyk przebiegł dystans 400 m poniżej 50 sekund. W 1962 roku startował na igrzyskach Ameryki Środkowej i Karaibów. Nie zdobył medalu, jednak w półfinale biegu na 800 metrów pobił rekord Bahamów (1:52,5), który był rekordem kraju przez 18 lat.